# لوکا بلکاسترو (بازیکن فوتبال)
لوکا بلکاسترو (انگلیسی: Luca Belcastro؛ زادهٔ ۲۳ آوریل ۱۹۹۱) بازیکن فوتبال اهل ایتالیا است.